# Sbadiglio (singolo)
Sbadiglio è un singolo della cantautrice italiana Levante, pubblicato il 7 gennaio 2014 come quarto estratto dal primo album in studio Manuale distruzione.

## Tracce
Download digitale
1. Sbadiglio – 3:22

## Classifiche
| Classifica (2014) | Posizione massima |
| ----------------- | ----------------- |
| Italia            | 73                |